# Посёлок фермы № 2 совхоза «Добринский»
фермы № 2 совхоза «Добринский» — упразднённый посёлок в Камышинском районе Волгоградской области России. Входил в составе Верхнедобринского сельского поселения. Упразднён в 2007 году.

## География
Посёлок находился на холмистой степной местности, в пределах Приволжской возвышенности, являющейся частью Восточно-Европейской равнины, при безымянной балке, на расстоянии примерно 12,5 километра (по прямой) к западу от села Верхняя Добринка.

## История
Дата основания не установлена. Предположительно основан в начале XX века. На РККА начала 1940-х на месте поселка отмечен безымянный населённый пункт. Посёлок относился к Добринскому кантону АССР немцев Поволжья.
28 августа 1941 года был издан Указ Президиума ВС СССР о переселении немцев, проживающих в районах Поволжья, немецкое население депортировано, посёлок, как и другие населённые пункты бывшего Добринского кантона был включён в составе Нижне-Добринского района в Сталинградскую область. В составе Камышинского района — с 1950 года. Решением Волгоградского облисполкома от 04 декабря 1964 года № 34/501 посёлок фермы № 2 совхоза «Добринский» Нижнедобринского сельсовета был переименован в посёлок Сосновка. Однако данное переименование не закрепилось. С 1971 года в состав вновь созданного Верхне-Добринского сельсовета.
Постановлением Волгоградской областной думы от 18 октября 2007 года № 11/726 посёлок фермы № 2 совхоза «Добринский» исключён из учётных данных.

## Население
Согласно результатам переписи 2002 года в посёлке отсутствовало постоянное население.